# 長尾裸臀鯙
長尾裸臀鯙，又稱輻鰭魚綱鰻鱺目鯙亞目鯙科的其中一種，分布於中東太平洋15°40'01"N, 23°05'08"W海域，棲息深度約70公尺，體長可達11.5公分，為底棲性魚類，屬肉食性，生活習性不明。

## 擴展閱讀
維基物種上的相關：長尾裸臀鯙